# Nattages
Nattages is een plaats en voormalige gemeente in het Franse departement Ain in de regio Auvergne-Rhône-Alpes en telt 485 inwoners (2004).

## Geschiedenis
Op 1 januari 2016 fuseerde Nattages met de gemeente Parves tot de commune nouvelle Parves et Nattages. 

## Geografie
De oppervlakte van Nattages bedraagt 10,4 km², de bevolkingsdichtheid is 46,6 inwoners per km².
De onderstaande kaart toont de ligging van Nattages met de belangrijkste infrastructuur en aangrenzende gemeenten.

## Demografie
Onderstaande figuur toont het verloop van het inwoneraantal van Nattages vanaf 1962.
Vanwege een beveiligingsprobleem met de MediaWiki Graph-software is het momenteel niet mogelijk deze grafiek weer te geven. Zodra de software is bijgewerkt zal de grafiek vanzelf weer zichtbaar worden.